# Boys (Summertime Love)
《Boys (Summertime Love)》是一首由意大利女歌手莎布琳娜·沙勒亞諾主唱的歌曲。這是她同名專輯裡的第三首单曲，在很多國家取得第一名的單曲排行榜，包括西班牙、瑞士、法国與意大利。這是莎布琳娜在英国發行的第一首單曲。這首歌曲曾經兩次以混音方式重新發行，1995年首次以《Boys '95》的單曲名稱在法国當地發行，2003年第二次以《Boys Boys Boys (The Dance Remixes)》再次發行。

## 音樂影片
這首歌曲成功的原因有一部分是來自於它的音樂影片，拍攝地點是在意大利威尼托耶索洛的佛罗里达飯店。在影片裡，莎布琳娜跳入泳池內，她的比基尼泳衣一直滑下來，因而暴露出她的乳頭。至今它仍是網際網路下載率最高的影片之一。在1988年後期，在尼諾·弗列托的訪問裡（由Music Box製作的節目在超級頻道播出），她解釋指出影片原先主要是為了雜誌秀而拍攝的。這也就是為何在影片的風格上，它會比一般傳統音樂影片的風格更接近意大利的雜誌秀，更加明顯性感的原因。

## 排行成績
這首歌曲在義大利的流行歌曲排行榜位居第一有兩個星期之久。它在法国也是熱門歌曲之一，位居排行第一有五個星期之久。在法国SNEP單曲排行榜連續保持第29名達五個 星期，時間自1987年12月12日至1988年5月28日止。在法国海報女郎的熱門排行榜上，除了法国的露瓦·摩爾與英国的莎曼莎·福克斯，還有莎布琳娜也是其中一位。這首歌曲是首次由義大利歌手達成排行第一的單曲，由SNEP金唱片認證。根據Infodisc網站的資料，這首歌曲在法國是排行第292的最佳銷售單曲，共賣出683000 張。它在英國單曲排行榜是位居第三名（也有可能是因為它的音樂影片在英國被禁的關係），在澳洲排行第11名。

## 歌曲列表
7英寸 單曲 Chic
1. "Boys (Summertime Love)" – 3:56
2. "Get Ready (Holiday Rock)" – 3:20

7英寸 單曲 Dureco Benelux
1. "Boys    (Summertime Love)" – 3:30
2. "Get Ready (Holiday Rock)" – 3:30

12英寸 單曲
1. "Boys (Summertime Love)" (extended mix) – 5:40
2. "Boys (Summertime Love)" (dub version) – 5:35
3. "Get Ready (Holiday Rock)" – 3:30

CD 單曲 – 1995發行
1. "Boys '95" (Radio Lovers Remix) – 5:36
2. "Boys '95" (N.Y.D.P. Mix) – 3:40

## 銷售排行
| 榜单（1987–1988）                    | 最高位 |
| ------------------------------------ | ------ |
| 澳大利亚（澳大利亚唱片业协会單曲榜） | 11     |
| 奥地利（Ö3四十强单曲榜）             | 5      |
| 比利时佛兰德（Ultratop五十强单曲榜） | 2      |
| 加拿大Dance/Urban (RPM)              | 2      |
| 欧洲 (European Hot 100 Singles)      | 3      |
| 芬兰 (Suomen virallinen lista)       | 2      |
| 法国（法國唱片出版業公會單曲榜）     | 1      |
| 希腊 (IFPI)                          | 2      |
| 愛爾蘭（愛爾蘭唱片音樂協會单曲榜）   | 3      |
| 意大利 (Musica e dischi)             | 5      |
| 荷兰（荷蘭四十強單曲榜）             | 5      |
| 荷兰（百强单曲榜）                   | 4      |
| 挪威（世道單曲榜）                   | 3      |
| 南非 (Springbok Radio)               | 6      |
| 西班牙 (AFYVE)                       | 3      |
| 瑞典（瑞典最熱榜）                   | 5      |
| 瑞士（瑞士热门音乐榜）               | 1      |
| 英國（官方榜单公司單曲榜）           | 3      |
| 西德（GfK娱乐榜单）                  | 2      |

| 1987年榜单                          | 位置 |
| ----------------------------------- | ---- |
| 比利时佛兰德 (Ultratop 50 Flanders) | 18   |
| 欧洲 (European Hot 100 Singles)     | 52   |
| 荷兰 (Dutch Top 40)                 | 36   |
| 荷兰 (Single Top 100)               | 36   |
| 瑞士 (Schweizer Hitparade)          | 7    |
| 西德（西德官方單曲榜）              | 24   |

| 1988年榜单                      | 位置 |
| ------------------------------- | ---- |
| 澳大利亚 (ARIA)                 | 41   |
| 加拿大Dance/Urban (RPM)         | 11   |
| 欧洲 (European Hot 100 Singles) | 13   |
| 英国单曲 (OCC)                  | 35   |

## 翻唱版本
- 在1988年，日本流行歌手杉本彩首次發行的單曲翻唱這首歌曲。以《Boys (Tokyo Mix)》為名的重新錄製歌曲收錄在杉本彩的首次發行專輯《Aya》，歌詞內容與原歌曲的歌詞完全相同。
- 在1989年，香港歌手甄楚倩以广州话翻唱這首歌曲。
- 在1994年，法國的朋克搖滾與另类摇滚樂團Ludwig_von_88翻唱這首歌曲，收錄在他們的專輯《17 plombs pour péter les tubes》。
- 在2004年，羅馬尼亞雙人女子團體The Cheeky Girls翻唱這首歌曲的圣诞节版本，更名為《Boys and Girls (Christmas Time Love)》。
- 在2007年，中国歌手何洁翻唱了这首歌，歌曲名称为Boys
- 在2010年1月，斯洛伐克雙人女子團體TWiiNS（英语：TWiiNS）與德国饒舌歌手Carlprit一同翻唱這首歌曲，更名為《Boys Boys Boys》，音樂影片在耶索洛拍攝[37]。
- 在2012年，西班牙雙人女子團體2 Atrevidas（Sonia Monroy與Yola Berrocal）翻唱這首歌曲[38]。